# 37 Hydrae
37 Hydrae, eller OW Hydrae, är en dubbelstjärna och förmörkelsevariabel av Algol-typ (EA) i Vattenormens stjärnbild.
37 Hydrae varierar mellan visuell magnitud +6,31 och 6,66 med en period av 14,39303 dygn. Den befinner sig på ett avstånd av ungefär 1000 ljusår.